# Karl von Stürgkh
Karl von Stürgkh (Graz, 30 ottobre 1859 – Vienna, 21 ottobre 1916) è stato un politico austriaco e primo ministro durante gli ultimi anni della monarchia asburgica. Fu assassinato per la sua politica dispotica dal socialista Friedrich Adler.

## Biografia
Stürgkh frequentò il liceo a Graz e studiò giurisprudenza all'Università di Graz. Dopo la laurea nel 1881 lavorò presso il palazzo governativo della Stiria. Nel 1886 trovò impegno al ministero dell'istruzione a Vienna dove fece presto carriera. Nel 1891 venne eletto al Reichsrat, il parlamento austriaco, per il Partito agrario. Dal 1909 al 1911 fu ministro dell'Istruzione nei governi Bienerth e Gautsch III. Divenne primo ministro austriaco il 3 novembre 1911 dopo le dimissioni di Paul Gautsch von Frankenthurn in seguito ai tumulti tra i cechi fautori dal movimento panslavo e i nazionalisti tedeschi che vi si opponevano.
Nonostante il successo iniziale nell'assicurarsi nel Parlamento della Cisleitania l'approvazione della riforma militare (1912) i suoi rapporti col Parlamento si deteriorarono progressivamente. Alla testa di un governo di tecnici, governò il paese in modo dispotico: nel giugno del 1913 sciolse il Landtag boemo e nel febbraio del 1914 rinviò il Reichsrat a tempo indeterminato per l'ostruzionismo dei deputati cechi chiudendo così l'attività parlamentare. Da allora in avanti governò per mezzo di decreti e si rifiutò a riaprire il parlamento. Durante la crisi di luglio fu sostenitore dell'intervento contro la Serbia e durante la prima guerra mondiale controllò e limitò la stampa tramite una rigidissima censura. Rimase in carica finché non fu assassinato con dei colpi di pistola nella sala pranzo dell'Hotel Meissl & Schadn a Vienna dal politico socialista Friedrich Adler figlio di Viktor Adler il 21 ottobre 1916.